# Arcadia
Arcadia — дебютный студийный альбом американской певицы-песенницы и продюсера Кэролайн Полачек, выступающей под именем Рамона Лиза. Он был выпущен 15 апреля 2014 года на лейбле Terrible Records в Северной Америке, Bella Union imprint Pannonica в Европе и Японии и Mistletone в Австралии и Новой Зеландии. Альбом был продвинут синглами «Arcadia», «Backwards and Upwards» и «Dominic».
В сентябре 2014 года Arcadia был доступен бесплатно через партнерство с BitTorrent. 9 сентября 2014 года был выпущен EP под названием Dominic, включающий английскую и французскую версии заглавного трека, а также новую песню «Waking in the Cemetery» и кавер на песню Psychic TV «The Orchids».Акустический EP под названием Piano Versions был выпущен 3 марта 2015 года.

## Общая информация
Кэролайн Полачек начала выступать под псевдонимом Рамона Лиза в 2013 году, это имя было взято из её профиля на Facebook. О своем имени Полачек сказала: «Рамона Лиза — это формат; она не человек, она скорее жанр или, может быть, скорее сценарий. Это как набор образов, мотивов и форм, которые как бы работают вместе для меня.» Полачек начала писать альбом во время творческой резиденции на вилле Медичи в Риме, Италия. В интервью Pitchfork она рассказала, как время, проведенное в Риме, вдохновило её на создание Arcadia, заявив: «Когда я смотрела в окно в Риме, я хотела, чтобы этот тип электронной музыки чувствовался так же органично, как то, что я видела. Я не думаю, что инструменты, которые я использую, особенно новые — многие из MIDI-инструментов существуют уже 15 лет, но композиции заставляют их звучать менее электронно, более загадочно.» Запись была сделана полностью на ноутбуке Полачек без инструментов и внешних микрофонов, за исключением полевых записей звуков, которые она слышала в своем окружении. Она пела вокал прямо во встроенный микрофон своего компьютера, используя шкафы отелей, тихие выходы в аэропорт и свободные гримерки во время гастролей с дрим-поп-группой Chairlift. Обложка альбома была сделана нью-йоркским фотографом Тимом Барбером.

## Композиция
Полачек описал альбом как «пасторальную электронную музыку» и «концептуальный альбом песен о любви, которые являются аллегориями природы». Одиннадцать песен Arcadia плавно перетекают друг в друга, «поскольку Полачек исследует бурю, раздражение и горько-сладкое разрешение любви».
Заглавный трек описывается как «жуткая жуткая песня», которая «позитивно пронизана зловещей атмосферой». «Backwards and Upwards» — «антиутопическая электро-поп мелодия», которая является продолжением песни Chairlift «I Belong in Your Arms». «Getaway Car» — электронная песня в стиле lo-fi о поджогах и «причудливых кражах». «Dominic» — это эмбиент-поп-трек, вдохновленный ду-вопом, который «пробирается сквозь эмоциональные потоки разлуки в бледное утро после». Закрывающий трек «I Love Our World» — это эмбиентная полевая запись, которая «состоит из случайных всплесков органа, помех мобильного телефона и случайного звона колокольчиков».

## Оценки критиков
| Совокупная оценка    | Совокупная оценка |
| Источник             | Оценка            |
| -------------------- | ----------------- |
| Metacritic           | 69/100            |
| Оценки критиков      |                   |
| Источник             | Оценка            |
| Allmusic             | [ 19 ]            |
| Consequence of Sound | C                 |
| Drowned in Sound     | 6/10              |
| The Guardian         | [ 17 ]            |
| NME                  | [ 15 ]            |
| Pitchfork            | 6.8/10            |
| Rolling Stone        | [ 21 ]            |
| Under the Radar      | 7/10              |

Arcadia получил оценку 69 из 100 на сайте Metacritic, основанном на 12 рецензиях, что означает «в целом благоприятные отзывы». Зандер Портер из Consequence of Sound сказал, что, хотя элементы lo-fi производства были оценены по достоинству, они все ещё недооцениваются. Журналист The Guardian Тим Джонзе назвал альбом «очаровательным сайд-проектом, который кажется органичным и экспериментальным». Кэтрин Сент-Асаф высоко оценила пасторальное звучание альбома и отметила, что «это говорит о том, что у неё впереди ещё много интересных работ», но сказала, что альбом вряд ли обретет новых поклонников.. Рассел Уорфилд из Drowned in Sound назвал песни «неразвитыми», но «очевидно, что это труд любви для Полачек».
Альбом был включен в списки лучших альбомов 2014 года, составленные Under the Radar и Dazed Digital, под номерами 83 и 18 соответственно.

## Список композиций
Слова и музыка всех песен — написаны и спродюсированы Кэролайн Полачек.
| №                   | Название                       | Длительность |
| ------------------- | ------------------------------ | ------------ |
| 1.                  | «Arcadia»                      | 4:11         |
| 2.                  | «Backwards and Upwards»        | 4:00         |
| 3.                  | «Getaway Ride»                 | 3:55         |
| 4.                  | «Avenues»                      | 2:41         |
| 5.                  | «Lady's Got Gills»             | 4:34         |
| 6.                  | «Hissing Pipes at Dawn»        | 2:14         |
| 7.                  | «Dominic»                      | 3:57         |
| 8.                  | «Arcadia Reprise»              | 0:57         |
| 9.                  | «Izzit True What They Tell Me» | 5:16         |
| 10.                 | «Wing of the Parapets»         | 3:14         |
| 11.                 | «I Love Our World»             | 5:45         |
| Общая длительность: | Общая длительность:            | 41:44        |